# Led Zeppelin European Tour 1973
Led Zeppelin European Tour 1973 var en konsertturné med det brittiska hårdrocksbandet Led Zeppelin i Europa 1973. Turnén var en månad lång.

## Låtlista
En ganska typisk låtlista med viss variation är följande:
1. "Rock and Roll" (Page, Plant, Jones, Bonham)
2. "Over the Hills and Far Away" (Page, Plant)
3. "Black Dog" (Page, Plant, Jones)
4. "Misty Mountain Hop" (Jones, Page, Plant)
5. "Since I've Been Loving You" (Page, Plant, Jones)
6. "Dancing Days" (Page, Plant)
7. "Bron-Y-Aur Stomp" (Page, Plant, Jones)
8. "The Song Remains the Same" (Page, Plant)
9. "The Rain Song" (Page, Plant)
10. "Dazed and Confused" (Page)
11. "Stairway to Heaven" (Page, Plant)
12. "Whole Lotta Love" (Bonham, Dixon, Jones, Page, Plant)

Extranummer
- "Heartbreaker" (Bonham, Page, Plant)
- "The Ocean" (Bonham, Jones, Page, Plant)
- "What Is and What Should Never Be" (Page,Plant)

## Turnédatum
- 02/03/1973  KB-hallen - Köpenhamn
- 04/03/1973  Scandinavium - Göteborg
- 06/03/1973  Kungliga tennishallen - Stockholm
- 07/03/1973  (Inställd) Kungliga tennishallen - Stockholm
- 10/03/1973  (Inställd) Oslo
- 11/03/1973  (Inte bekräftat) Rotterdam
- 12/03/1973  (Inte bekräftat) Bryssel
- 13/03/1973  (Inte bekräftat) Festhalle - Frankfurt
- 14/03/1973  Wiener Messehalle - Nürnberg
- 16/03/1973  Stadthalle - Wien
- 17/03/1973  Olympiahalle - München
- 19/03/1973  Deutschlandhalle - Berlin
- 21/03/1973  Musikhalle - Hamburg
- 22/03/1973  Grugahalle - Essen
- 23/03/1973  (Inte bekräftat) Köln
- 24/03/1973  Orthenauhalle - Offenburg
- 26/03/1973  Palais de Sports - Lyon
- 27/03/1973  Parc des Expositions - Nancy
- 29/03/1973  (Inställd) Marseille
- 31/03/1973  (Inställd) Lille
- 01/04/1973  Palais Des Sports - Paris
- 02/04/1973  Palais Des Sports - Paris